# Дельгадо, Сесар
Сесар Фабиан Дельгадо Годой (исп. César Fabián Delgado Godoy; род. 18 августа 1981, Росарио) — аргентинский футболист, игравший на позиции нападающего.

## Карьера
Сесар Дельгадо начал карьеру в клубе «Росарио Сентраль», где составил дуэт нападения с Лусиано Фигероа. В «Росарио» он провёл 3 года, сыграв 65 матчей и забив 14 голов.
В июле 2007 года Дельгадо перешёл в мексиканский клуб «Крус Асуль», заплативший за трансфер форварда 1,5 млн евро. В первом своём сезоне в Мексике Дельгадо провёл 37 матчей и забил 16 голов. Вследующем сезоне он вновь забил 16 голов, проведя 33 игры. За свои выступления в «Крус Асуле» Дельгадо был вазван в состав сборной Аргентины. В сентябре 2006 года начались переговоры по переходу аргентинца в испанский «Депортиво», который ранее интересовался форвардом. Причиной переговоров стал контракт, заканчивавшийся летом 2007 года, однако сделка не состоялась, более того, Дельгадо на 1 год продлил контракт с «Крус Асуль». В декабре 2007 года руководством «Крус Асуль» было объявлено о том, что Дельгадо покинет команду, что совпадало с желанием игрока. Всего за мексиканский клуб он провёл 135 матчей в которых забил 103 гола и сделал 43 голевые передачи.
8 января 2008 года Дельгадо был продан во французский клуб «Олимпик Лион» за 6,3 млн евро. В этом клубе он заменил Фабио дос Сантоса, ушедшего в «Сан-Паулу», хотя первоначально он планировался на место другого бразильца, Фреда. В составе «Лиона» Дельгадо дебютировал 20 января в игре с «Лансом»; всего в первом сезоне он провёл 7 игр, выходя со скамьи запасных. В «Лионе» Дельгадо на второй сезон был переведён на правый фланг нападения, где стал регулярно выступать. В том же сезоне он получил травму приводящей мышцы паха, из-за чего пропустил несколько недель. 21 октября 2009 года Дельгадо вышел на поле на 87-й минуте матча Лиги чемпионов с «Ливерпулем», заменив Лисандро Лопеса, и забил гол, принёсший «Лиону» первую, в его истории, победу над английским клубом.
10 июня 2011 года Дельгадо перешёл в мексиканский «Монтеррей».
18 декабря 2013 года, оформив дубль в матче против каирского «Аль-Ахли», стал лучшим бомбардиром клубного чемпионата мира за всю его недолгую историю. Всего в турнире Дельгадо забил 5 мячей.

## Международная карьера
Дельгадо начал карьеру в сборной Аргентины в 2003 году, будучи вызванным на матч с Чили. Он участвовал в составе сборной в отборочном турнире к чемпионату мира 2006, где провёл большую часть матчей. В 2004 году Дельгадо участвовал в составе сборной на Кубке Америки, где забил гол в финале с Бразилией, выигравшей в серии пенальти. В том же году он завоевал золотую медаль на Олимпиаде 2004, где провёл 6 игр и забил 2 гола. В 2005 году он играл на Кубке конфедераций и провёл там 2 игры.

## Достижения

### Командные
- Победитель турнира Лусиано Молинаса: 2003
- Золотой медалист Олимпиады: 2004
- Обладатель Панамериканского кубка: 2007
- Чемпион Франции: 2008
- Обладатель Кубка Франции: 2008

### Личные
- Лучший иностранный игрок чемпионата Мексики: 2004
- Лучший правый нападающий чемпионата Мексики: 2005
- Лучший правый нападающий чемпионата Мексики по версии Televisa Deportes: 2006
- Лучший игрок Панамериканского кубка: 2007
- Лучший бомбардир Клубного чемпионата мира по футболу 2012 и 2013 годов.

## Личная жизнь
Дельгадо женился в 2003 году на девушке Мариане, с которой познакомился в Росарио. 24 марта 2004 года у них родилась дочь Дульсинея.
Прозвище Дельгадо, «Блондинчик» (исп. El Chelito), произошло от прозвища его однофамильца, Марсело Дельгадо, получившего прозвище «Блондин» (исп. El Chelo) и тоже имевшего крашенные в светлый цвет волосы.